# Leptophatnus separatus
Leptophatnus separatus är en stekelart som först beskrevs av Heinrich 1938.  Leptophatnus separatus ingår i släktet Leptophatnus och familjen brokparasitsteklar. Inga underarter finns listade i Catalogue of Life.